# NGC 955
NGC 955 est une galaxie spirale vue par la tranche et située dans la constellation de la Baleine. NGC 955 a été découverte par l'astronome germano-britannique William Herschel en 1785.

## Caractéristiques
Sa vitesse par rapport au fond diffus cosmologique est de 1 244 ± 17 km/s, ce qui correspond à une distance de Hubble de 18,4 ± 1,3 Mpc (∼60 millions d'al).
À ce jour, 16 mesures non basées sur le décalage vers le rouge (redshift) donnent une distance de 24,225 ± 2,221 Mpc (∼79 millions d'al), ce qui est à l'extérieur des valeurs de la distance de Hubble. Notons que c'est avec la valeur moyenne des mesures indépendantes, lorsqu'elles existent, que la base de données NASA/IPAC calcule le diamètre d'une galaxie et qu'en conséquence le diamètre de NGC 955 pourrait être d'environ 18,1 kpc (∼59 000 al) si on utilisait la distance de Hubble pour le calculer.
La classe de luminosité de NGC 955 est I-II et elle présente une large raie HI. De plus, elle renferme des régions d'hydrogène ionisé.

## Groupe de NGC 936
Deux études mentionnent que NGC 955 fait partie du groupe de NGC 936. Selon Richard Powell, auteur du site « Un Atlas de l'Univers », les trois autres galaxies du groupe sont NGC 936, UGC 1839 et UGC 1862. Quant à l'étude d'A.M. Garcia, elle ajoute quatre autres galaxies au groupe : UGC 1981, MCG -1-7-20, UGC 1945 et NGC 941. La fusion de ces deux listes donnent donc un groupe d'au moins 8 galaxies.